# Волгоградское
Волгоградское (каз. Волгоградское) — село в Житикаринском районе Костанайской области Казахстана. Административный центр Волгоградского сельского округа. Находится вблизи границы с Россией, примерно в 62 км к юго-юго-западу (SSW) от города Житикары, административного центра района, на высоте 296 метров над уровнем моря. Код КАТО — 394437100.

## Население
В 1999 году численность населения села составляла 1005 человек (507 мужчин и 498 женщин). По данным переписи 2009 года, в селе проживало 720 человек (345 мужчин и 375 женщин).